# Barham (Kent)
Barham is een civil parish in het bestuurlijke gebied City of Canterbury, in het Engelse graafschap Kent met 1355 inwoners.